# ラスクフロキサシン
ラスクフロキサシン（英：Lascufloxacin）（商品名ラスビック）は、細菌感染症治療用のフルオロキノロン系抗生物質である。日本では2019年から市中肺炎、耳鼻咽喉科感染症、気道感染の治療薬として承認されている。
肺炎レンサ球菌やStreptococcus anginosusを含む様々なグラム陽性菌に有効である。